# Фрасину (Ђурђу)
Фрасину (рум. Frasinu) насеље је у Румунији у округу Ђурђу у општини Бањаса. Oпштина се налази на надморској висини од 92 m.

## Становништво
Према подацима из 2002. године у насељу је живело 621 становника, од којих су сви румунске националности.